# Wang Hui

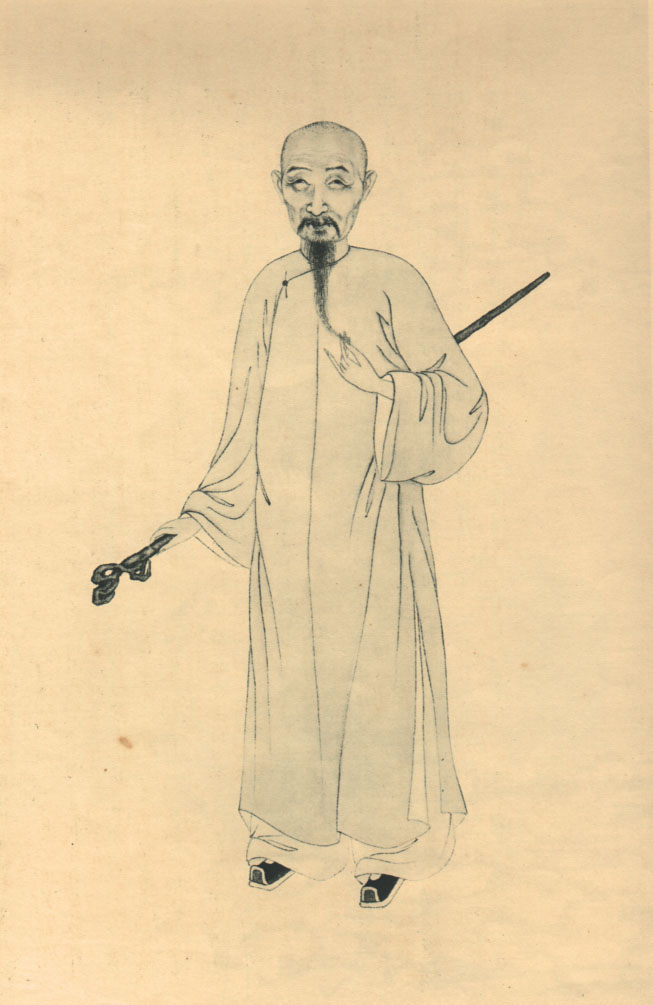

Wang Hui, född den 10 april 1632 i Changshu, död den 15 november 1717, var en kinesisk målare under Qingdynastin. Wang tillhörde kretsen kring Wang Shimin och var en tid elev hos Wang Jian. Liksom dessa var han en fin konstkännare och anslöt sig till hela följden av mästare inom den södra skolan. Hans intima inträngande i deras verk gjorde att hans egen stil ständigt skiftade; han var utpräglad eklektiker. Dessutom var han mycket produktiv och mottog både enskilda och offentliga uppdrag. Han kallades till hovet av kejsar Kangxi, men avstod till förmån för ett liv som privatman.

## Galleri

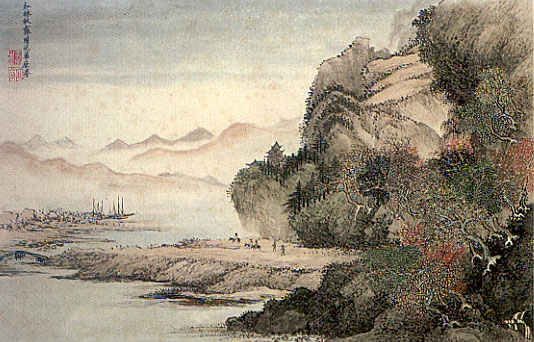
Wang Hui, (need title)
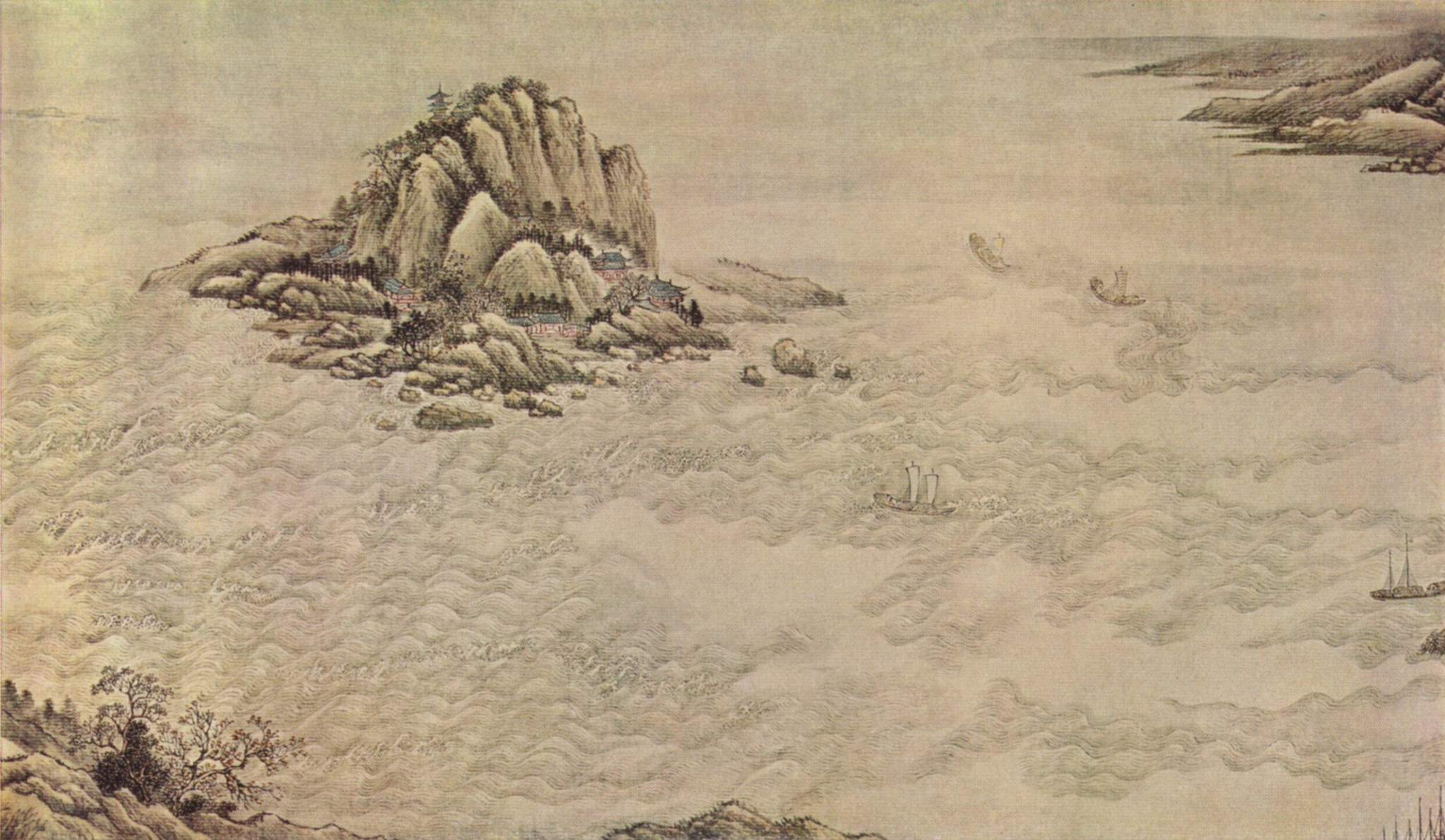
Wang Hui, Tusen millängs med Yangtze 1700
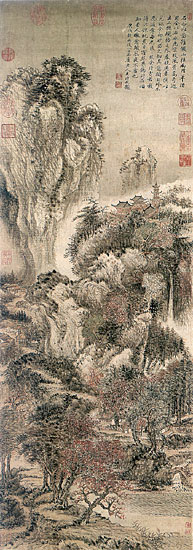
Wang Hui, Berg, bäckar och höstträd
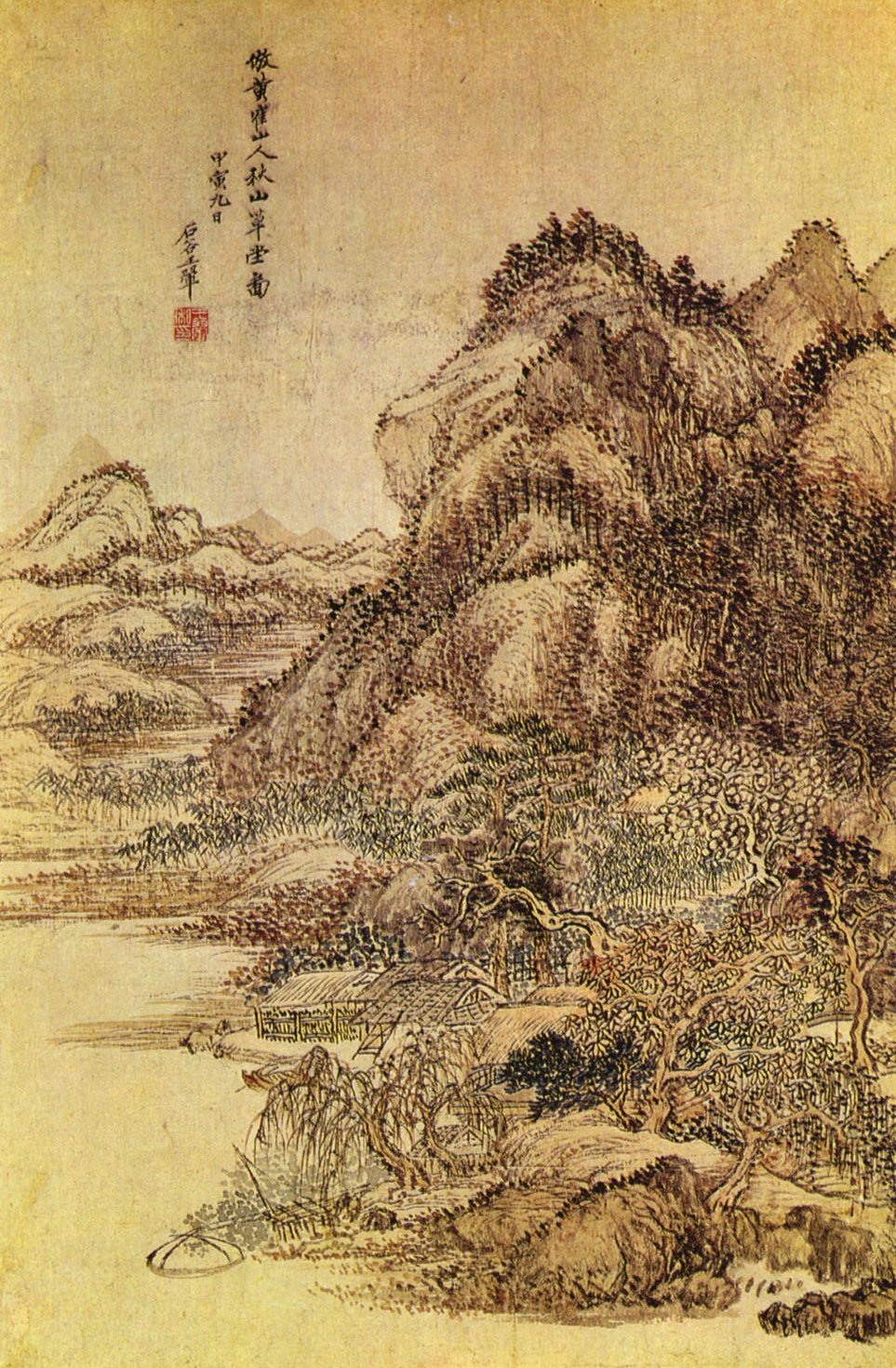
Wang Hui, Hydda i höstregnet
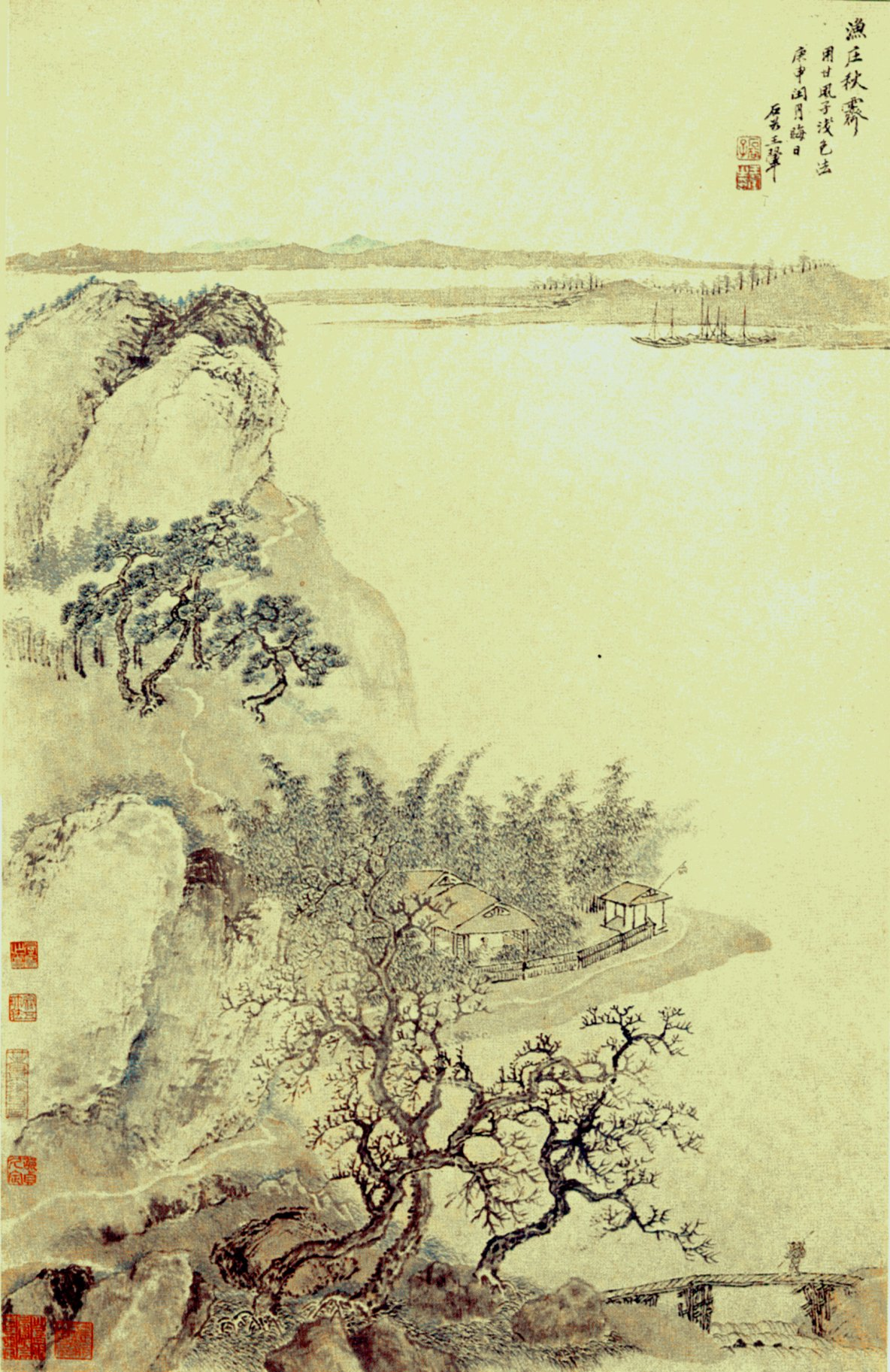
Wang Hui, Fiskarhyddor och den klarnande himlen om hösten
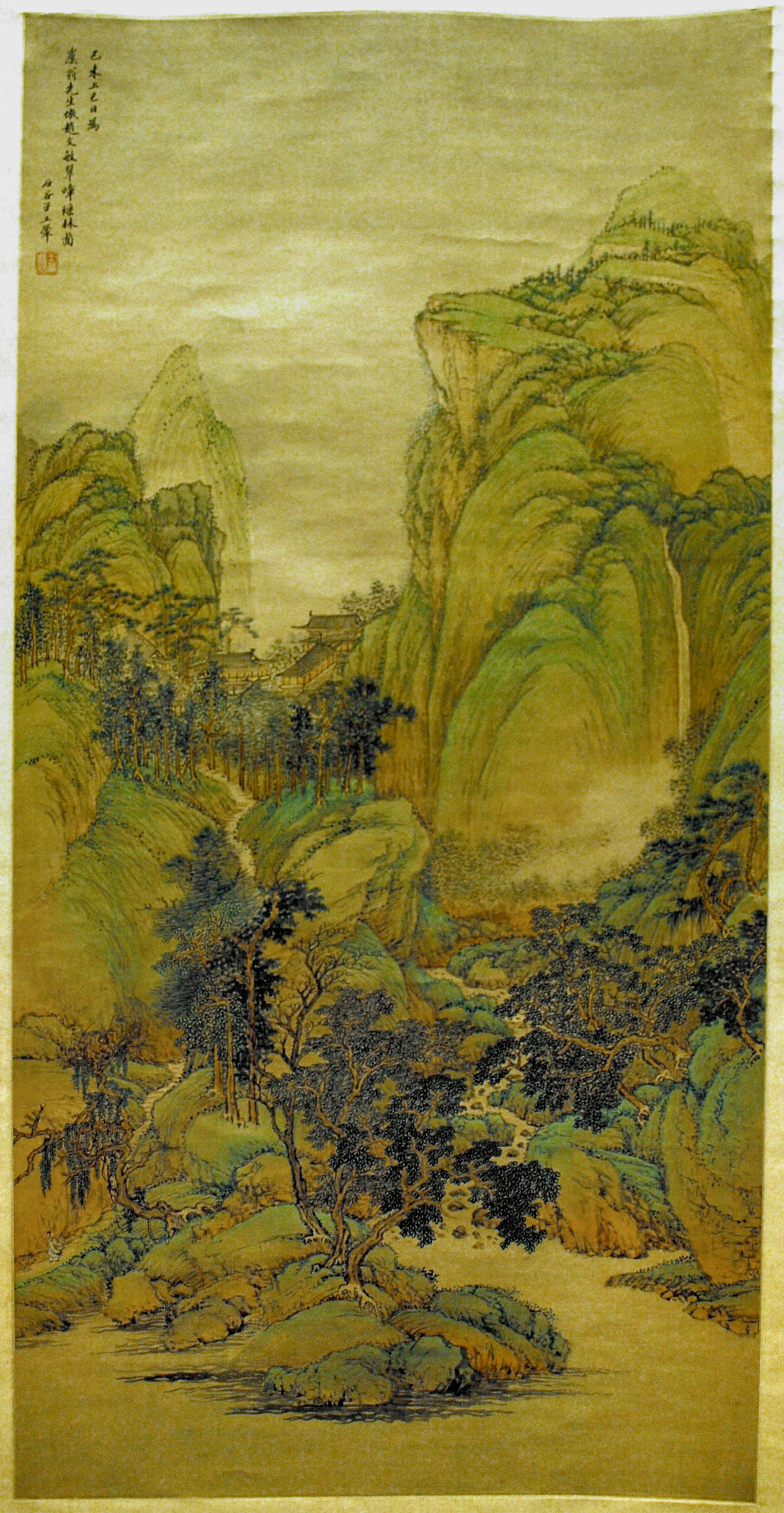
De gröna bergen och flodernas skönhet 1679
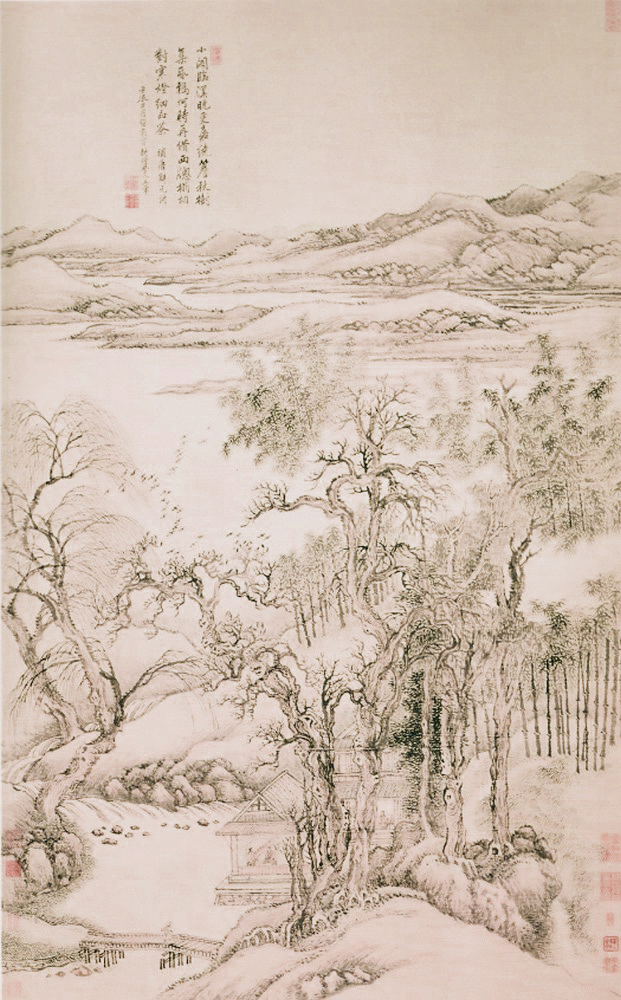
Höstträd och kråkor, 1712